# Bataille de Vihiers
Guerres de la Révolution française
La bataille de Vihiers se déroule le 18 juillet 1793 au cours de la guerre de Vendée.

## La bataille

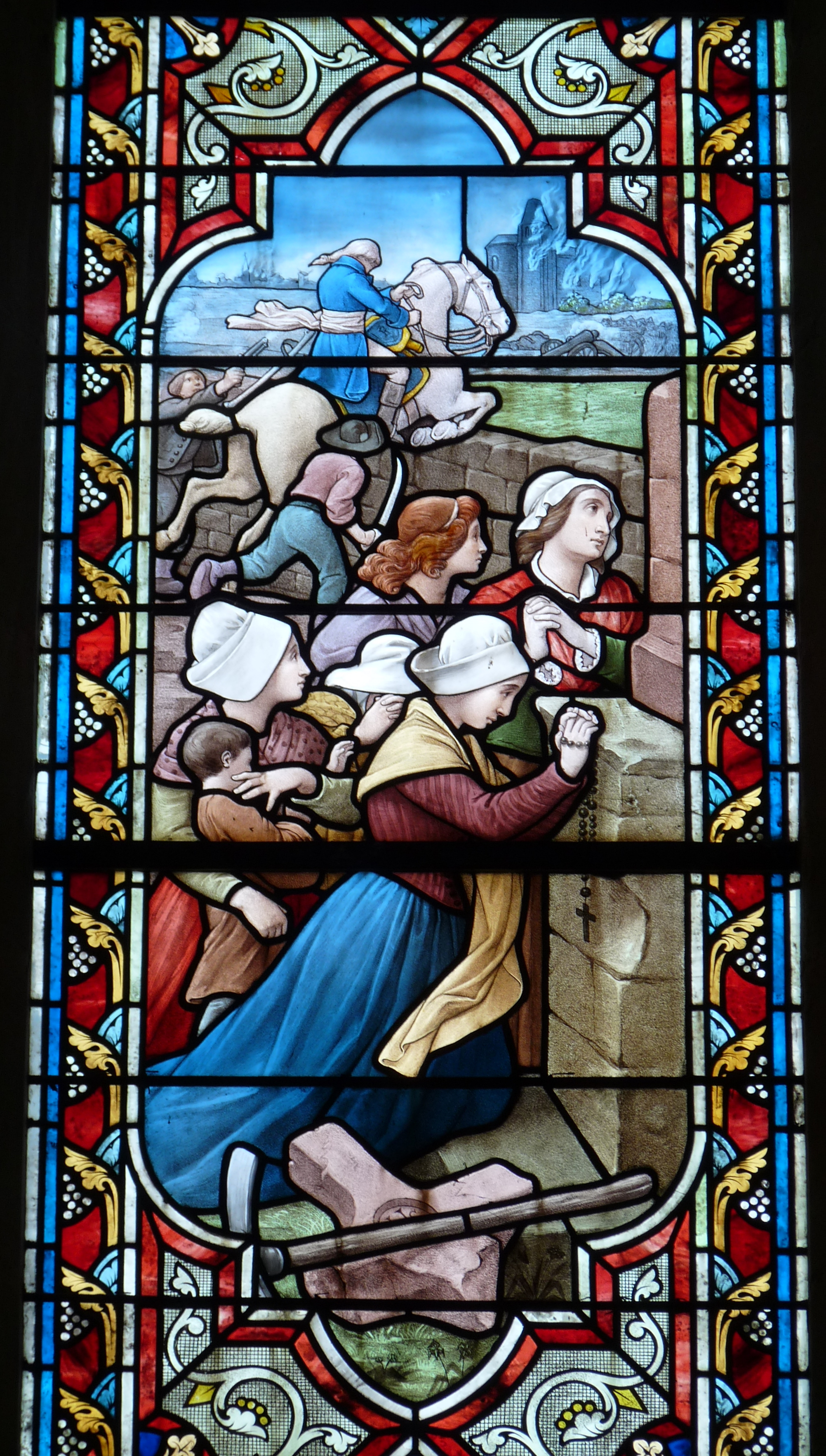
La fuite du général Santerre.

À la suite de sa victoire du 15 juillet 1793 à Martigné-Briand, le général républicain La Barollière installe ses troupes près du village de Vihiers. Une avant-garde est envoyée pour attaquer le village de Coron, mais elle se heurte aux 600 hommes du baron de Keller, entièrement composés de soldats professionnels suisses et allemands ayant déserté l'armée républicaine. Ceux-ci parviennent à tenir les Républicains en respect. De plus, aux bruits du combat, des paysans vendéens renforcent la troupe de Keller. Les Républicains hésitent à attaquer, le général Menou et le général Thévenet, dit Danican, sont blessés lors du combat. Finalement les Républicains prennent la fuite et se réfugient à Vihiers, la tombée de la nuit mettant fin à la bataille.
Le lendemain, 10 000 soldats vendéens se réunissent à Coron mais ils étaient sans chef. En effet les principaux généraux de l'armée catholique et royale étaient à Châtillon afin d'élire un nouveau général en chef à la suite de la mort de Jacques Cathelineau, le 14 juillet, des suites de ses blessures à la bataille de Nantes. L'abbé Bernier encouragea alors les généraux en second, Henri Forestier et Piron de La Varenne à prendre le commandement.
À midi, les Vendéens prirent d'assaut Vihiers, les bataillons parisiens commandés par Santerre prirent la fuite sans combattre. Santerre lui-même prit la fuite où lors d'un épisode célèbre, son cheval effectua un saut par-dessus un mur de cinq pieds de haut.
Selon les états, cependant incomplets, du 14e bataillon de Paris, dit de la République, anciennement des Piquiers, six sous-officiers et volontaires du bataillon sont tués le 18 juillet 1793 à Vihiers, un sergent-major est blessé, quatre hommes sont faits prisonniers, deux d'entre eux sont blessés un autre, sous-lieutenant, est délivré le 20 septembre.
Les Républicains fuirent jusqu'à Saumur.